# Serdiuky (obwód żytomierski)
Serdiuky (ukr. Сердюки) – wieś na Ukrainie, w obwodzie żytomierskim, w rejonie olewskim, nad Uborcią. W 2001 roku liczyła 360 mieszkańców.